# Jenks Carman
Jenks 'Tex' Carman (Hardinsburg, 14 mei 1903 - 2 februari 1968) was een Amerikaanse countrymuzikant en gitarist.

## Jeugd
Carman werd geboren in 1903 als zevende van in totaal acht kinderen van de boer Alford Carman en toonde al vroeg interesse aan de muziek. Op school en in de plaatselijke kerk deed hij zijn eerste ervaring op met de gitaar en had hij zijn eerste professionele verbintenis als leider van de International Glee Club Quartette in Louisville. Als jeugdige verliet Carman zijn geboortestad om te trachten als muzikant beroemd te worden.

## Carrière
Hij vervoegde zich daarna bij verscheidene vaudeville-shows en ontwikkelde zijn eigen novelty-show als zanger en gitarist. Zijn eerste opnamen maakte Carman reeds in 1929 voor de Starr Piano Company in Richmond, die echter niet werden gepubliceerd. Aan het begin van de jaren 1930 trad hij vervolgens op met zijn zus als Royal Castillians en trad, nadat zijn zus was getrouwd en het duo verliet, op met de Hawai-gitarist Frank Plade, die hem de grondbeginselen van de Hawaigitaar leerde. Carman nam deze stijl over en maakte deze tot een belangrijk onderdeel van zijn stukken.
Carmans latere populariteit ontleende hij echter niet aan zijn bijzondere bekwaamheid als muzikant, zijn gitaarstijl was eenvoudig en weinig ontwikkeld, zijn vocaal talent was minimaal en zijn nasale stem leek op die van Fiddlin' John Carson. Bovendien toonde hij vaak zijn onvermogen om maat te houden. Ter compensatie van deze nadelen ontwikkelde Carman een indrukwekkende podiumopkomst, die bestond uit zijn ongewone manier van gitaar spelen, jodelen en elementen van vaudeville. Af en toe zong hij ook in de taal van de Cherokee. Ofschoon hij altijd weer beweerde van Indiaanse afkomst te zijn, wordt dit tot heden in twijfel getrokken.
Carman begon op te treden bij radiozenders als KMOX in St. Louis en WHAS in Louisville. Zijn succesvolste fase had in tijdens de jaren 1940 en 1950 in Californië. Terwijl hij zijn populariteit uitbouwde via radio en televisie, kreeg hij een platencontract bij het westkust-label Four Star Records uit Pasadena. Hier nam hij nummers op als Sunny Tennessee, The Wreck of the Old '97, Kahila March en zijn populairste nummer Hillbilly Hula. Hij begon regelmatig op te treden in de bekende Town Hall Party in Compton en werd later ook lid van Cliffie Stones Hometown Jamboree. Nadat zijn contract bij Four Star Records afliep, verwees Cliffie Stone hem in 1951 naar Capitol Records, waar hij werd geproduceerd door Ken Nelson.
Bij Capitol Records bestonden zijn opnamen uit gelijksoortige nummers als Dixie Cannonball, Locust Hill Rag en zijn nieuwe versie van Hillbilly Hula, die echter slechts matig succes hadden, zodat het contract in 1953 weer afliep. Dankzij zijn optredens bleef hij tijdens de jaren 1950 verder populair. Na enkele jaren zonder platencontract tekende hij bij het kleine label Sage & Sand Records, waarvoor hij enkele albums opnam, die echter weinig succesvol waren. In het midden van de jaren 1960 trok hij zich langzaam terug uit de muziekbusiness.

## Overlijden
Jenks Carman overleed in 1968 op 64-jarige leeftijd.

## Discografie

### Singles
4 Star Records
- 1948: End of the World / Hillbilly Hula
- 1948: Wreck of the Old '97 / I Don't Why But I Do
- 1948: Sunny Tennessee / New Waikiki Beach
- 1949: Hawaiian Hotel / There's a New Moon Over My Shoulder
- 1949: I Really Believe / Kahila March
- 1950: Chain Gang / The Artillery Song
- 1951: Old Number 9 / Little White Rose

Decca Records
- 1953: Hillbilly Hula / New Waikiki Beach	(herpublicatie)

Capitol Records
- 1951: I Could Love You Baby / Ten Thousand Miles (Away from Home)
- 1951: Hilo March / Just Another Good Dream Gone Wrong
- 1952: My Trusting Heart / Don't Feel Sorry for Me
- 1953: Hillbilly Hula / I'm a Poor Lonesome Fellow
- 1953: Locust Hill Rag / My Lonely Heart and I
- 1953: Blue Memories / The Caissons Go Rolling Along
- 1954: The Samoa Stomp / Sweet Luwanna
- 1954: Dixie Cannonball / Indian Polka

Sage & Sand Records
- 1956: You'll Come Crawlin' Back / They Had to Say Goodbye
- 1957: Krish-a-Boom-Ba / Walking and Crying Over You
- 1957: Wolf Creek / My Broken Heart Won't Let Me Sleep (gepubliceerd bij Sage)
- 1958: Honk Honk Honk / Wildwood Flower (gepubliceerd bij Sage)
- 1958: Silver Rails Leading Westwards / The Old Guitar and Me / Love Me Darling / Spanish Dancer (EP)
- 1959: Beverly Ann / I Feel Like I Feel (gepubliceerd bij Sage)
- 1959: Little May / This Lonely Road (gepubliceerd bij Sage)
- 1961: To Win, to Place, to Show / Ozark Rose (gepubliceerd bij Sage)
- 1962: Fire in the Tee Pee / Learning to Do Without You (gepubliceerd bij Sage)
- 1962: I'll Go On Loving You / Maggie's Twist (gepubliceerd bij Sage)
- 1962: Aungalala / Somewhere in this World (gepubliceerd bij Sage)
- 1962: Indian Love Song / Lobo of the Border (gepubliceerd bij Sage)
- 1966: Custer's Massacre / Little Black Jack Davie (gepubliceerd bij Sage)

Rem Records
- 1963: Bamboo Love / Black Jack David

- Gemeinsame Normdatei: 134776321
- International Standard Name Identifier: 0000 0000 8004 8784
- Library of Congress Control Number: no94016707
- MusicBrainz: e04921d6-9944-47fc-a3d3-27ca26e1bf12
- Virtual International Authority File: 79774381
- WorldCat: E39PBJmDq949j6xWQWtj9Qkv73